# Premià de Mar
Premià de Mar ist eine katalanische Stadt in der Provinz Barcelona im Nordosten Spaniens. Sie liegt in der Comarca Maresme.

## Persönlichkeiten
- Moisés Mayordomo (* 1966), evangelischer Theologe und Hochschullehrer für Neues Testament in Basel, wurde hier geboren